# Первое свидание (фильм)
«Первое свидание» — советский художественный фильм 1960 года.

## Сюжет
Находясь во время отпуска в молодёжном лагере и увидев красивую девушку, Алексей похвастался перед товарищем, что у него — первое свидание и что он на ней женится. Потом Алексей познакомился с той самой девушкой, которую звали Валентиной. Вскоре Алексей и Валентина действительно поженились, при этом однако плохо зная друг друга. Хотя Валентина была на редкость милой и доброй девушкой, между ними начались недоразумения и ссоры, которые привели их к разрыву отношений. Вскоре умерла сослуживица Валентины Антонина, у которой остались двое маленьких детей. Валентина приняла на себя заботу о них. И лишь заботы об этих детях помогают ей забыть свои личные невзгоды, а Алексею — по-настоящему узнать и понять свою жену.

## В ролях
- Лидия Шапоренко — Валентина Калитина
- Георгий Юматов — Алексей Савельев
- Валентин Грачёв — Митя Казаков
- Афанасий Кочетков — Павел Николаевич Смуров
- Ольга Маркина — Настя Смурова
- Андрей Ладынин — Женя, музыкант
- Татьяна Пельтцер — Маргарита Михайловна
- Нина Меньшикова — Антонина Смурова, жена Павла Николаевича
- Елена Вольская — Катя, соседка Смуровых
- Нина Шорина — Виолетта Макарова, студентка второго курса
- Нина Крачковская — Раечка
- Павел Борискин — Шурик Смуров
- Виталий Бондарев — Павлик Смуров
- Борис Новиков — артист цирка, собутыльник Смурова
- Людмила Давыдова — Вера, старшая сестра Мити
- Валентина Малявина — Надежда, средняя сестра Мити
- Татьяна Гурецкая — мама Мити Казакова

## Съёмочная группа
- Режиссёры: Искра Бабич
- Автор сценария: Татьяна Сытина
- Оператор: Антонина Эгина
- Композитор: Алексей Муравлёв
- Текст песен: Гарольд Регистан
- Художники-постановщики: Арнольд Вайсфельд, Николай Маркин
- Художник по костюмам: Лидия Нови